# 里夫涅 (奧恰基夫區)
46°46′2″N 31°34′52″E / 46.76722°N 31.58111°E
里夫內（烏克蘭語：Рівне）是位於烏克蘭南部尼古拉耶夫州裏尼古拉耶夫區的村莊，始建於1928年，面積1.67平方公里，海拔高度24米，2001年人口900，人口密度每平方公里540.5人。